# Closing Time (Semisonic)
Closing Time è un singolo del gruppo musicale statunitense Semisonic, pubblicato il 10 marzo 1998 come primo estratto dal secondo album in studio Feeling Strangely Fine.
Si tratta del brano più popolare del gruppo e ha raggiunto il primo posto della classifica Alternative Songs negli Stati Uniti.
È stata nominata per la Miglior canzone rock ai Grammy Awards 1999.

## Significato
Il brano è stato composto dal cantante del gruppo, Dan Wilson, in previsione alla sua paternità. Il testo rappresenta un invito ad uscire dal ventre materno.
Durante la canzone viene più volte ripetuta la frase "every new beginning comes from some other beginning's end" ("ogni nuovo inizio arriva dalla fine di altri inizi") attribuibile al filosofo romano Lucio Anneo Seneca.

## Video musicale
Il videoclip del brano, diretto da Chris Applebaum, è contraddistinto per tutta la sua durata da una doppia inquadratura che divide lo schermo a metà. Il lato destro mostra la band che suona la canzone in una sala prove, mentre il lato sinistro segue una donna che interpreta la parte della fidanzata del cantante Dan Wilson. Con il proseguire del video, Dan e la sua ragazza si scambiano i lati dello schermo, mentre cercano di incontrarsi. Alla fine si ritrovano entrambi nella stessa discoteca, senza tuttavia riuscire a incrociarsi per una manciata di secondi.
Ognuno dei due lati è stato registrato in un'unica lunga ripresa, senza tagli o modifiche, per poi venire sincronizzati correttamente in fase di montaggio.

## Utilizzo nei media
Negli anni successivi alla sua pubblicazione, il brano è stato utilizzato per diversi film e serie televisive. Dan Wilson ha provato a spiegare quest'utilizzo massiccio nei media sostenendo come la canzone sappia descrivere «quella sensazione interessante che nasce quando ci si rende conto che qualcuno molto diverso da te condivide il tuo bagaglio culturale».
Il brano appare nel film Parto col folle del 2010, durante una scena in cui Danny McBride picchia i due protagonisti interpretati da Robert Downey Jr. e Zach Galifianakis. Wilson ha affermato di non aver gradito l'utilizzo fatto del suo pezzo, in quanto inserito in un contesto troppo violento rispetto al suo significato originale.
La canzone è parte importante del film Amici di letto del 2011 quando, durante il climax, il personaggio di Justin Timberlake ricorda che il brano è dei Semisonic e non, come pensava precedentemente, dei Third Eye Blind.
In un episodio dell'ottava stagione della serie televisiva The Office, viene rivelato che il nuovo direttore Andy Bernard (interpretato da Ed Helms) conclude ogni giornata di lavoro facendo cantare all'ufficio Closing Time, nonostante nessuno dei dipendenti apprezzi particolarmente il brano. Wilson ha ammesso di aver trovato molto divertente tale utilizzo del pezzo.
Nel 2012 la canzone è apparsa nel film American Pie: Ancora insieme, ultimo capitolo della fortunata serie cinematografica omonima.
Fa parte inoltre della colonna sonora del film Il mattino ha l'oro in bocca diretto dal regista italiano Francesco Patierno.
Nell'episodio de I Simpson, Lo show degli anni '90 (19X11, 2008), le prime note della canzone accompagnano le scene in cui Homer e Marge iniziano ad entrare in crisi, quando lei si accorge di provare interesse per il suo professore universitario.

## Tracce
CD Maxi MCA 49076 (Warner)
1. Closing Time – 3:49
2. Delicious – 3:58
3. Gone to the Movies – 3:52
4. Closing Time (versione album) – 4:33

## Classifiche
| Classifica (1998)             | Posizione massima |
| ----------------------------- | ----------------- |
| Australia                     | 40                |
| Canada (alternative)          | 2                 |
| Nuova Zelanda                 | 50                |
| Paesi Bassi                   | 84                |
| Regno Unito                   | 25                |
| Stati Uniti (adult top 40)    | 4                 |
| Stati Uniti (alternative)     | 1                 |
| Stati Uniti (mainstream rock) | 13                |
| Stati Uniti (pop)             | 8                 |
| Stati Uniti (radio)           | 11                |